# Lutas nos Jogos Olímpicos de Verão de 1976
As lutas nos Jogos Olímpicos de Verão de 1976 foram realizadas em Montreal, com vinte eventos disputados, sendo dez categorias de luta greco-romana e dez categorias de luta livre.

## Eventos da luta
Luta livre: até 48 kg | 48-52 kg | 52-57 kg | 57-62 kg | 62-68 kg | 68-74 kg | 74-82 kg | 82-90 kg | 90-100 kg | +100 kg 

Luta greco-romana: até 48 kg | 48-52 kg | 52-57 kg | 57-62 kg | 62-68 kg | 68-74 kg | 74-82 kg | 82-90 kg | 90-100 kg | +100 kg

## Luta livre

### Luta livre - até 48 kg
| Pos. | País                  | Atletas          |
| ---- | --------------------- | ---------------- |
|      | Bulgária (BUL)        | Khassan Murselov |
|      | União Soviética (URS) | Roman Dmitriev   |
|      | Japão (JPN)           | Akira Kudo       |

### Luta livre - 48-52 kg
| Pos. | País                  | Atletas          |
| ---- | --------------------- | ---------------- |
|      | Japão (JPN)           | Yuji Takada      |
|      | União Soviética (URS) | Aleksandr Ivanov |
|      | Coreia do Sul (KOR)   | Jeon Hae-Sup     |

### Luta livre - 52-57 kg
| Pos. | País                    | Atletas              |
| ---- | ----------------------- | -------------------- |
|      | União Soviética (URS)   | Vladimir Yumin       |
|      | Alemanha Oriental (GDR) | Hans-Dieter Brüchert |
|      | Japão (JPN)             | Masao Arai           |

### Luta livre - 57-62 kg
| Pos. | País                 | Atletas         |
| ---- | -------------------- | --------------- |
|      | Coreia do Sul (KOR)  | Yang Jung-Mo    |
|      | Mongólia (MGL)       | Zevegying Oidov |
|      | Estados Unidos (USA) | Eugene Davis    |

### Luta livre - 62-68 kg
| Pos. | País                  | Atletas           |
| ---- | --------------------- | ----------------- |
|      | União Soviética (URS) | Pavel Pinigin     |
|      | Estados Unidos (USA)  | Lloyd Keaser      |
|      | Japão (JPN)           | Yasaburo Sugawara |

### Luta livre - 68-74 kg
| Pos. | País                 | Atletas          |
| ---- | -------------------- | ---------------- |
|      | Japão (JPN)          | Jiichiro Date    |
|      | Irã (IRI)            | Mansour Barzegar |
|      | Estados Unidos (USA) | Stanley Dziedzic |

### Luta livre - 74-82 kg
| Pos. | País                     | Atletas           |
| ---- | ------------------------ | ----------------- |
|      | Estados Unidos (USA)     | John Peterson     |
|      | União Soviética (URS)    | Viktor Novozhilov |
|      | Alemanha Ocidental (FRG) | Adolf Seger       |

### Luta livre - 82-90 kg
| Pos. | País                  | Atletas           |
| ---- | --------------------- | ----------------- |
|      | União Soviética (URS) | Levan Tediashvili |
|      | Estados Unidos (USA)  | Ben Peterson      |
|      | Romênia (ROM)         | Stelică Morcov    |

### Luta livre - 90-100 kg
| Pos. | País                  | Atletas            |
| ---- | --------------------- | ------------------ |
|      | União Soviética (URS) | Ivan Yarygin       |
|      | Estados Unidos (USA)  | Russell Hellickson |
|      | Bulgária (BUL)        | Dimo Kostov        |

### Luta livre - +100 kg
| Pos. | País                  | Atletas        |
| ---- | --------------------- | -------------- |
|      | União Soviética (URS) | Soslan Andiev  |
|      | Hungria (HUN)         | József Balla   |
|      | Romênia (ROM)         | Ladislau Simon |

## Luta greco-romana

### Luta greco-romana - até 48 kg
| Pos. | País                  | Atletas           |
| ---- | --------------------- | ----------------- |
|      | União Soviética (URS) | Aleksei Shumakov  |
|      | Romênia (ROM)         | Gheorghe Berceanu |
|      | Bulgária (BUL)        | Stefan Angelov    |

### Luta greco-romana - 48-52 kg
| Pos. | País                  | Atletas             |
| ---- | --------------------- | ------------------- |
|      | União Soviética (URS) | Vitali Konstantinov |
|      | Romênia (ROM)         | Nicu Gingă          |
|      | Japão (JPN)           | Koichiro Hirayama   |

### Luta greco-romana - 52-57 kg
| Pos. | País                  | Atletas          |
| ---- | --------------------- | ---------------- |
|      | Finlândia (FIN)       | Pertti Ukkola    |
|      | Iugoslávia (YUG)      | Ivan Frgić       |
|      | União Soviética (URS) | Farkhad Mustafin |

### Luta greco-romana - 57-62 kg
| Pos. | País                  | Atletas          |
| ---- | --------------------- | ---------------- |
|      | Polônia (POL)         | Kazimierz Lipień |
|      | União Soviética (URS) | Nelson Davidyan  |
|      | Hungria (HUN)         | László Réczi     |

### Luta greco-romana - 62-68 kg
| Pos. | País                    | Atletas              |
| ---- | ----------------------- | -------------------- |
|      | União Soviética (URS)   | Suren Nalbandyan     |
|      | Romênia (ROM)           | Ştefan Rusu          |
|      | Alemanha Oriental (GDR) | Heinz-Helmut Wehling |

### Luta greco-romana - 68-74 kg
| Pos. | País                     | Atletas            |
| ---- | ------------------------ | ------------------ |
|      | União Soviética (URS)    | Anatoli Bykov      |
|      | Checoslováquia (TCH)     | Vítězslav Mácha    |
|      | Alemanha Ocidental (FRG) | Karl-Heinz Helbing |

### Luta greco-romana - 74-82 kg
| Pos. | País                  | Atletas              |
| ---- | --------------------- | -------------------- |
|      | Iugoslávia (YUG)      | Momir Petković       |
|      | União Soviética (URS) | Vladimir Cheboksarov |
|      | Bulgária (BUL)        | Ivan Kolev           |

### Luta greco-romana - 82-90 kg
| Pos. | País                  | Atletas            |
| ---- | --------------------- | ------------------ |
|      | União Soviética (URS) | Valeri Rezantsev   |
|      | Bulgária (BUL)        | Stoyan Ivanov      |
|      | Polônia (POL)         | Czesław Kwieciński |

### Luta greco-romana - 90-100 kg
| Pos. | País                  | Atletas              |
| ---- | --------------------- | -------------------- |
|      | União Soviética (URS) | Nikolai Balboshin    |
|      | Bulgária (BUL)        | Kamen Goranov        |
|      | Polônia (POL)         | Andrzej Skrzydlewski |

### Luta greco-romana - +100 kg
| Pos. | País                  | Atletas              |
| ---- | --------------------- | -------------------- |
|      | União Soviética (URS) | Aleksandr Kolchinsky |
|      | Bulgária (BUL)        | Aleksandr Tomov      |
|      | Romênia (ROM)         | Roman Codreanu       |

## Quadro de medalhas da luta
| Ordem | País                   | Medalha de ouro | Medalha de prata | Medalha de bronze | Total |
| ----- | ---------------------- | --------------- | ---------------- | ----------------- | ----- |
| 1     | URS União Soviética    | 12              | 5                | 1                 | 18    |
| 2     | JPN Japão              | 2               | 0                | 4                 | 6     |
| 3     | BUL Bulgária           | 1               | 3                | 3                 | 7     |
| 4     | USA Estados Unidos     | 1               | 3                | 2                 | 6     |
| 5     | YUG Iugoslávia         | 1               | 1                | 0                 | 2     |
| 6     | POL Polônia            | 1               | 0                | 2                 | 3     |
| 7     | KOR Coreia do Sul      | 1               | 0                | 1                 | 2     |
| 8     | FIN Finlândia          | 1               | 0                | 0                 | 1     |
| 9     | ROM Romênia            | 0               | 3                | 3                 | 6     |
| 10    | GDR Alemanha Oriental  | 0               | 1                | 1                 | 2     |
| 10    | HUN Hungria            | 0               | 1                | 1                 | 2     |
| 12    | TCH Checoslováquia     | 0               | 1                | 0                 | 1     |
| 12    | IRI Irã                | 0               | 1                | 0                 | 1     |
| 12    | MGL Mongólia           | 0               | 1                | 0                 | 1     |
| 15    | FRG Alemanha Ocidental | 0               | 0                | 2                 | 2     |